# Codex Salernitanus
Der Codex Salernitanus (Signatur: Breslau, StB, M 1302) war eine um 1180 in Frankreich entstandene medizinische Sammelhandschrift mit 35 (nach Henschel) bzw. 42 (nach Sudhoff) Schriften aus der Schule von Salerno. Der Kodex wurde 1837 von August Wilhelm Henschel in der Bibliothek des Maria-Magdalenen-Gymnasiums in Breslau gefunden und von ihm 1846 ausführlich in der Zeitschrift Janus vorgestellt. Bis zur Zerstörung im Zweiten Weltkrieg wurden große Teile des Kodex ediert und teils im Rahmen von Dissertationen beforscht. Der Inhalt des Kodex ist auch in Fotografien aus dem Jahr 1900 erhalten.

## Inhalt
Die ersten beiden Werke füllen bereits die Hälfte des gesamten Kodex, eine auf 432 Kapitel erweiterte Fassung des Circa instans und eine aus den sieben Autoren Johannes Platearius, Copho, Petrus Musandinus, Bartholomäus, Johannes Afflacius, Matthäus oder Johannes Ferrarius sowie Trota von Salerno zusammengestellte Kompilation. Die übrigen Werke sind zum Teil sehr kurz.
Titel der einzelnen Werke nach der Handschrift und wo nicht vorhanden (Sine titulo, kurz: S. t.) von Henschel (H.), die Einteilung bei Karl Sudhoff (1920) weicht davon etwas ab, da er noch etwas feiner aufschlüsselt.
| S    | H   | Folio     | Titel und Beschreibung | Foto |
| 1    | 1   | 1r–44r    | „Liber simplicium medicinarum.“ Eine um rund 160 Kapitel erweiterte Fassung des Circa instans, die Zusätze behandeln in erster Linie Nahrungsmittel.                              |      |
| 2    | 2   | 44v–112r  | „Tractatus de egritudinum curatione.“ Kompilation aus sieben verschiedenen Autoren mit der Practica des Platearius als Richtschnur.                                               |      |
| 3    | 3   | 113r–121r | (Sine titulo) De febribus liber. (H.) Fiebertraktat des Ferrarius. |      |
| 4    | 4   | 121r–127r | „Curae Johannis Afflacii discipuli Costantini.“ Fieberlehre aus dem Liber aureaus des Johannes Afflacius mit Einschüben aus Petrus Musandinus und Bartholomäus.                   |      |
| 5    | 5   | 127v–129r | „Liber urinarum M. J. A.“ (Magistri Joh. Afflacii.) Harnlehre aus dem Liber aureaus.                                                                                              |      |
| 6    |     | 129r      | Vier Rezepte für Schwitzmittel und einen Umschlag im Fieberanfall. |      |
| 7    | 6   | 129r      | (S. t.) De febris natura fragmentum. (H.) Ein Fiebertraktat aus der späten Antike.                                                                                                |      |
| 8    |     | 130r      | Rezepte, Pflanzenarzneiliches und Erklärungen von Bezeichnungen. |      |
| 9–11 | 7–9 | 130v—138v | „De nominibus herbarmn et speciernm, morborum et aliorum, qua autonomas ponuntur.“ Pflanzenvokabularien und Krankheits- usw. Terminologien in alphabetischer Ordnung.             |      |
| 12   | 10  | 143r–156r | (S. t.) Matthaei Platearii Glossae in Antidotarium Nicolai Praepositi. (H.) Besser bekannt als Liber iste.                                                                        |      |
| 13   | 11  | 156r–162r | „Liber de Urinis.“ Harnlehre des Maurus von Salerno. |      |
| 14   | 12  | 162r–164v | (S. t.) De oleis conficiendis. (H.) Abhandlung über medizinische Öle. |      |
| 15   | 13  | 165r–167r | (S. t.) De modis medendi (H.) |      |
| 16   | 14  | 167r–168r | „De urinis et earundem significationibus.“ Fragmentarisches Harntraktat. |      |
| 17   | 16  | 168r      | (S. t.) De morbis IV. regionum corporis. (H.) Ut salus tibi contingat. |      |
| 18   | 15  | 169r–170r | (S. t.) De medicamentorum bonitate cognoscenda. (H.) Pharmakognostische Liste. |      |
| 19   | 17  | 171r–174r | „Liber Alexandri de agnoscendis febribus et pulsibus et urinis.“ |      |
| 20   | 19  | 174r–174v | „De urinis.“ |      |
| 21   | 20  | 174v      | „De observacione minueionis.“ |      |
| 22   |     | 174v      | Urindiagnostische Notizen, Terminologisches und Rezepte (für Würmer und Neuralgien).                                                                                              |      |
| 23   | 21  | 175r–177r | Demonstratio anatomica corporis animalis. (H.) Einzige anatomische Abhandlung des Kodex.                                                                                          |      |
| 24   | 22  | 177r–179r | „De aquis medicinalibus et earum differenciis.“ Arzneiwässer. |      |
| 25   |     | 179r      | Krankheits-Terminologisches und Pharmakologisches. |      |
| 26   | 23  | 179v      | Über Grade und Qualitäten, über die Sinneseindrücke und ihre Gewissheit. Sudhoff schlägt Urso von Salerno als Autor vor.                                                          |      |
| 27   |     | 180v      | Rezepte, Temperamente, Jungfernschafts- und Schwangerschaftszeichen, Pferdearznei (equus infusus).                                                                                |      |
| 28   |     | 181r      | Medizinalgewichte, Pathologisches, Rezepte, Myrobalanenverse. |      |
| 29   | 24  | 181r–183v | (S. t.) De medicamentis externis quibusdam praeparandis. (H.) |      |
| 30   | 25  | 184r–184v | „De advent u medici ad egrotum.“ |      |
| 31   | 26  | 184r–187v | „Liber de corporibus purgandis.“ |      |
| 32   | 27  | 188r      | „De saporibus et numero eorundem.“ |      |
| 33   | 28  | 188r–188v | De clisteribus et eorum generibus. |      |
| 34   |     | 188v–189r | De subpositoriis. De siringia, de pessarijs et eorum generibus. |      |
| 35   | 29  | 189r–191r | „De siropis et eorum divisione.“ |      |
| 36   | 30  | 191v–196r | „Liber de simplicium medicinarum virtutibus.“ |      |
| 37   | 31  | 196r–197r | „Que medicine pro quibus morbis dande sint.“ |      |
| 38   | 32  | 197r–199v | „Liber de confeccione medicinarum.“ |      |
| 39   | 33  | 200v–201v | „De qualitatibus et earum effectibus.“ |      |
| 40   |     | 201v–202r | De effectibus qualitatum accidentalibus Ursonis. |      |
| 41   |     | 202r      | Flores dietarum. |      |
| 42   | 34  | 203r–206r | „Liber de pulsibus.“ |      |
|      | 35  | 207r–225r | (S. t.) Liber de morborum medicinis. (H.) Therapeutik a capite ad pedes mit angehängter Fieber- und Hautleiden-Behandlung ohne Über- und Unterschrift (aus dem 13. Jahrhundert?). |      |

### Zu einzelnen Aspekten
- Arno Felix Willy Anschütz: Zwei Fieberschriften des Breslauer Codex Salernitanus. Dissertation. Noske, Leipzig 1919.
- Friedrich Hartmann: Die Literatur von Früh- und Hochsalerno und der Inhalt des Breslauer Codex Salernitanus. Dissertation. Noske, Leipzig 1919. (Digitalisat)
- Albert Kadner: Ein Liber de urinis des Breslauer Codex Salernitanus. Dissertation. Otto Buchholz, Hamburg 1919.
- Hans Balzli: Vokabularien im Codex Salernitanus der Breslauer Stadtbibliothek (Nr. 1302) und in einer Münchener Handschrift (Lat. 4622) beide aus dem XII. Jahrhundert (= Studien zur Geschichte der Medizin. Band 21). Barth, Leipzig 1931 (Zugleich Dissertation, Universität Leipzig, 1920).
- Karl Blödner: Petronus, Petronius, Petroncellus, ein Salernitaner Arzt aus der Mitte des 12. Jahrhunderts (d. 1197), sein klinisches Schriftwerk und der Autor der Übergangszeit Petricellus. Dissertation, Leipzig 1925.
- Walter Starkenstein: Ein Beitrag zur „Circa instans“-Frage. In: Sudhoffs Archiv, Band 27 (1935), S. 370–381 (JSTOR:20773769)
- Erwin Müller: Der Traktat Liber iste (die sogenannten Glossae Platearii) aus dem Breslauer Codex Salernitanus. Dissertation. Friedrich Wilhelms-Universität, Berlin 1941.
- Fritz-Heinz Holler: Das Arzneidrogenbuch in der Salernitanischen Handschrift der Breslauer Stadtbibliothek (1302). Dissertation. Konrad Triltsch, Berlin 1940.
- Gundolf Keil: Der „kurze Harntraktat“ des Breslauer „Codex Salernitanus“ und seine Sippe. Medizinische Dissertation Bonn 1969; in Kommission bei Carl-Ernst Kohlhauer, Feuchtwangen.